# The Fighting Lawman
The Fighting Lawman è un film del 1953 diretto da Thomas Carr.
È un western statunitense ambientato nel 1886 con Wayne Morris, Virginia Grey e John Kellogg.

## Produzione
Il film, diretto da Thomas Carr su una sceneggiatura di Daniel B. Ullman, fu prodotto da Vincent M. Fennelly per la Westwood Productions e girato nel ranch di Corriganville a Simi Valley, California, dal 3 giugno 1953. I titoli di lavorazione furono Deputy Marshal e The Fighting Marshal.

## Distribuzione
Il film fu distribuito negli Stati Uniti dal 20 settembre 1953 al cinema dalla Allied Artists Pictures. È stato distribuito anche in Brasile con il titolo Missão Cumprida.

## Promozione
Le tagline sono:
- HE SET HIS GUN-SIGHT on the most notorious outlaws west of Flagstaff!
- HE ROARED THROUGH ARIZONA with a ready grin...a quicker draw...and a blaze of lead for those who blocked his way!
- HE ROARED OUT OF FLAGSTAFF...to block the path of plunder in the crimson West!
- HE BLOCKED THE PATH OF PLUNDER WEST OF FLAGSTAFF!